# Бенхусен
Бенхусен (њем. Böhnhusen) општина је у њемачкој савезној држави Шлезвиг-Холштајн. Једно је од 165 општинских средишта округа Рендсбург. Према процјени из 2010. у општини је живјело 337 становника. Посједује регионалну шифру (AGS) 1058019.

## Географски и демографски подаци
Бенхусен се налази у савезној држави Шлезвиг-Холштајн у округу Рендсбург. Општина се налази на надморској висини од 34 метра. Површина општине износи 5,3 km². У самом мјесту је, према процјени из 2010. године, живјело 337 становника. Просјечна густина становништва износи 64 становника/km².

## Међународна сарадња
| Мјесто | Држава  | Врста сарадње | Од    |
| ------ | ------- | ------------- | ----- |
|        | Италија | партнерство   | 1985. |
| Извор  |         |               |       |